# سرود ملی نائورو
ترانه نائورو (به زبان نائورویی: Nauru Bwiema) سرود ملی کشور نائورو است.
این سرود در سال ۱۹۶۸ رسمیت یافته‌است.

## متن نائورویی
Nauru bwiema, ngabena ma auwe.

Ma dedaro bwe dogum, mo otata bet egom.

Atsin ngago bwien okor, ama bagadugu

Epoa ngabuna ri nan orre bet imur.

Ama memag ma nan epodan eredu won engiden,

Miyan aema ngeiyin ouge,

Nauru eko dogin!

## برگردان فارسی
نائورو ای میهن ما، سرزمینی که به آن مهر می‌ورزیم
همگی برایت دعا کرده و نامت را می‌ستاییم
از دیرباز زادبوم نیاکان گرامی‌مان بوده‌ای
و خانه نسل‌های آینده‌مان خواهی بود.
دست در دست هم پرچمت را گرامی داشته
و یک‌صدا با شادی ندا برمی‌آوریم:
جاوید باد نائورو!